# Adrian Bosshard
Adrian Bosshard (Zurigo, 19 marzo 1962) è un pilota motociclistico svizzero ritiratosi dall'attività agonistica.

## Carriera
La sua carriera nel mondo del motociclismo è iniziata nel motocross, dove ha vinto due titoli nazionali svizzeri nel 1988 e 1989, per poi passare alle competizioni su pista nel 1990, conquistando anche in questa categoria il titolo nazionale svizzero. Nel 1991 si classifica all'ottavo posto nel campionato europeo classe 250.
Nel 1990 corre come wild card con una Honda RC30 la prova italiana del campionato mondiale Superbike sul circuito di Monza, ottiene piazzamenti a punti in entrambe le gare classificandosi 59º in campionato.
Per quanto riguarda le competizioni del motomondiale il suo esordio risale alla stagione 1992 dove ha corso nella classe 250 guidando una Honda; in tutta la stagione non è riuscito però ad ottenere punti validi per la classifica iridata. Meglio è andato la stagione successiva dove, sempre alla guida di una Honda, si è classificato al 20º posto in classifica generale grazie ai 21 punti ottenuti.
Dopo aver corso anche nel motomondiale 1994 in 250, a partire dall'edizione 1995 Bosshard passa a gareggiare nella classe 500 utilizzando delle ROC Yamaha. Verso il termine della stagione viene anche scelto per portare al debutto la erede del progetto ROC Yamaha, la ELF 500 ROC. Bosshard ha gareggiato fino al termine del 1996; in quest'ultimo anno di corse non ha però conquistato punti iridati.
Dopo il ritiro dalle competizioni la sua carriera professionale l'ha portato a diventare presidente della Certina, società del Gruppo Swatch, che è uno sponsor abituale nelle gare di motociclismo e automobilismo.

## Risultati in gara

### Campionato mondiale Superbike
| 1990 | Moto  |  |  |  |  |  |  |  |  |  |  |  |  |  |  |  |  |  |  |    |    |  |  |  |  |  |  | Punti | Pos. |
| ---- | ----- |  |  |  |  |  |  |  |  |  |  |  |  |  |  |  |  |  |  | -- | -- |  |  |  |  |  |  | ----- | ---- |
| 1990 | Honda |  |  |  |  |  |  |  |  |  |  |  |  |  |  |  |  |  |  | 14 | 13 |  |  |  |  |  |  | 5     | 59º  |

| Legenda | 1º posto        | 2º posto            | 3º posto           | A punti      | Senza punti        | Grassetto – Pole position Corsivo – Giro più veloce |
| Legenda | Gara non valida | Non qual./Non part. | Ritirato/Non class | Squalificato | '-' Dato non disp. | Grassetto – Pole position Corsivo – Giro più veloce |

### Motomondiale
| 1992 | Classe | Moto  |    |    |     |    |    |     |     |    |     |    |    |     |    |  |  | Punti | Pos. |
| ---- | ------ | ----- | -- | -- | --- | -- | -- | --- | --- | -- | --- | -- | -- | --- | -- |  |  | ----- | ---- |
| 1992 | 250    | Honda | 16 | 19 | Rit | 21 | 24 | Rit | Rit | 19 | Rit | 14 | 16 | Rit | 20 |  |  | 0     |      |

| 1993 | Classe | Moto  |    |    |     |    |    |    |    |     |    |    |    |    |    |    |  | Punti | Pos. |
| ---- | ------ | ----- | -- | -- | --- | -- | -- | -- | -- | --- | -- | -- | -- | -- | -- | -- |  | ----- | ---- |
| 1993 | 250    | Honda | 15 | 11 | Rit | 13 | 13 | 21 | 12 | Rit | 19 | 14 | 17 | 15 | 15 | 15 |  | 21    | 20º  |

| 1994 | Classe | Moto  |    |    |     |     |  |    |     |    |    |    |    |    |    |    |  | Punti | Pos. |
| ---- | ------ | ----- | -- | -- | --- | --- |  | -- | --- | -- | -- | -- | -- | -- | -- | -- |  | ----- | ---- |
| 1994 | 250    | Honda | 13 | 12 | Rit | Rit |  | NP | Rit | 11 | 12 | 14 | 13 | 13 | 12 | 10 |  | 34    | 14º  |

| 1995 | Classe | Moto       |    |     |    |     |    |    |    |    |    |    |    |    |     |  |  | Punti | Pos. |
| ---- | ------ | ---------- | -- | --- | -- | --- | -- | -- | -- | -- | -- | -- | -- | -- | --- |  |  | ----- | ---- |
| 1995 | 500    | ROC Yamaha | 15 | Rit | 15 | Rit | 12 | 17 | 15 | 11 | 10 | 15 | 15 | 15 | Rit |  |  | 21    | 17º  |

| 1996 | Classe | Moto                 |     |     |     |    |    |  |     |     |  |     |    |     |     |  |  | Punti | Pos. |
| ---- | ------ | -------------------- | --- | --- | --- | -- | -- |  | --- | --- |  | --- | -- | --- | --- |  |  | ----- | ---- |
| 1996 | 500    | Elf 500 e ROC Yamaha | Rit | Rit | Rit | 19 | NP |  | Rit | Rit |  | Rit | 21 | Rit | Rit |  |  | 0     |      |

| Legenda | 1º posto        | 2º posto            | 3º posto            | A punti      | Senza punti        | Grassetto – Pole position Corsivo – Giro più veloce |
| Legenda | Gara non valida | Non qual./Non part. | Ritirato/Non class. | Squalificato | '-' Dato non disp. | Grassetto – Pole position Corsivo – Giro più veloce |